# Hedysarum kamelinii
Hedysarum kamelinii är en ärtväxtart som beskrevs av N.Ulziykh. Hedysarum kamelinii ingår i släktet buskväpplingar, och familjen ärtväxter. Inga underarter finns listade i Catalogue of Life.